# Ɯ
Das Ɯ (kleingeschrieben ɯ) ist ein Buchstabe des lateinischen Schriftsystems. Sowohl der Groß- als auch der Kleinbuchstabe sehen aus wie ein auf dem Kopf stehendes m. Im internationalen phonetischen Alphabet steht der Kleinbuchstabe für den ungerundeten geschlossenen Hinterzungenvokal. Im Zhuang war der Buchstabe von 1957 bis 1986 ebenfalls in Verwendung und stand für denselben Laut. Heute wird dieser Laut mit W umschrieben.

## Darstellung auf dem Computer
Unicode enthält das Ɯ an den Codepunkten U+019C (Großbuchstabe) und U+026F (Kleinbuchstabe).